# Cier-de-Luchon
Cier-de-Luchon – miejscowość i gmina we Francji, w regionie Oksytania, w departamencie Górna Garonna.
Według danych na rok 1990 gminę zamieszkiwało 185 osób, a gęstość zaludnienia wynosiła 17 osób/km² (wśród 3020 gmin regionu Midi-Pireneje Cier-de-Luchon plasuje się na 878. miejscu pod względem liczby ludności, natomiast pod względem powierzchni na miejscu 1024.).